# Centropyge boylei
Centropyge boylei Pyle & Randall, 1992 è un pesce osseo marino appartenente alla famiglia Pomacanthidae.

## Distribuzione e habitat
È una specie endemica delle Isole Cook, molto comune intorno a Rarotonga, dove vive fino a 120 m di profondità.

## Descrizione
Il corpo, compresso sui lati e alto, raggiunge una lunghezza massima di 7 cm. La colorazione, sia sul corpo che sulla pinna dorsale, è composta da fasce verticali rosse-arancioni e bianche, le seconde più sottili. Le fasce arancioni sfumano al giallo sulla testa e sulle pinne ventrali.

## Alimentazione
Sconosciuta.

## Conservazione
Viene classificato come "a rischio minimo" (LC) dalla lista rossa IUCN perché a parte l'occasionale cattura per l'allevamento in acquario non è minacciato da particolari pericoli.

## Acquariofilia
È un pesce molto ricercato da appassionati ma raro in commercio, molto costoso e difficile da allevare.